# Uta Heinrich
Uta Heinrich (* 7. August 1951 in Erlangen) ist eine deutsche Politikerin und Juristin. Sie war von 1999 bis 2009 Bürgermeisterin der Stadt Marl.

## Leben
Heinrich studierte ab 1973 Rechtswissenschaften in Göttingen. Nach den beiden Staatsprüfungen 1979 und 1984 ließ sie sich als Rechtsanwältin nieder. Von 1990 bis 1999 war sie Geschäftsführerin des Einzelhandelsverbandes Westfalen-West. Von 1999 bis 2009 war sie Bürgermeisterin der Stadt Marl. Während ihrer ersten Amtszeit trat sie aus der Partei (CDU) aus und wurde 2004 parteilos wiedergewählt. 2010 eröffnete sie eine Rechtsanwaltskanzlei in Marl. Ihr Schwerpunkt ist Zivilrecht, insbesondere Wohneigentumsrecht, Erb- und Familienrecht sowie allgemeines Vertragsrecht.